# Dellia
Dellia is een geslacht van rechtvleugeligen uit de familie veldsprinkhanen (Acrididae). De wetenschappelijke naam van dit geslacht is voor het eerst geldig gepubliceerd in 1878 door Stål.

## Soorten
Het geslacht Dellia omvat de volgende soorten:
- Dellia bayahibe Perez-Gelabert, 2002
- Dellia ciceroana Perez-Gelabert & Otte, 2012
- Dellia dominicensis Perez-Gelabert, Dominici, Hierro & Otte, 1995
- Dellia gemmicula Rehn & Hebard, 1938
- Dellia insulana Stål, 1878
- Dellia karstica Perez-Gelabert, 2001
- Dellia maroona Perez-Gelabert, 2001
- Dellia monticola Perez-Gelabert & Otte, 1999
- Dellia roseomaculata Perez-Gelabert & Otte, 1999
- Dellia viridissima Perez-Gelabert & Otte, 2012